# Estación Nagoya
La estación Nagoya (名古屋駅 Nagoya-eki?) es la principal de la homónima ciudad, ubicada en Nakamura, Nagoya, Prefectura de Aichi, Japón. La misma fue inaugurada el 1 de mayo de 1886; y actualmente alberga la sede de Central Japan Railway Company en la JR Central Towers.
En las cercanías de esta, se encuentran las estaciones Kintetsu Nagoya y Meitetsu Nagoya, terminales de las líneas Kintetsu Nagoya y Meitetsu Nagoya.
El complejo actual donde se encuentra la estación, fue inaugurado el 20 de diciembre de 1999. Con 410.000 m² de superficie cubierta y 245 m de altura, es uno de los más grandes del mundo. Cuenta con 2 torres, una de 51 pisos, y la otra de 53, las cuales comparten una base en común de 15 pisos y 6 subsuelos.

## Líneas

### Trenes
- JR Central
  - Tōkaidō Shinkansen
    - Servicios: Nozomi, Hikari y Kodama

  - Línea principal Tōkaidō
    - Servicios a Atami y Maibara (local)
    - Servicios a Toyohashi y Sekigahara (homeliner)
    - Servicios a Toyohashi y Maibara (semi-rápido)
    - Servicios a Toyohashi y Maibara (rápido)
    - Servicios a Hamamatsu y Maibara (rápido nuevo)
    - Servicios a Hamamatsu y Maibara (rápido especial)

  - Línea principal Chūō
    - Servicios a Nakatsugawa (local, rápido y homeliner)

  - Línea principal Kansai
    - Servicios a Kameyama (local, rápido, semi-rápido y Mie)
    - Servicios a Kanie (rápido de temporada)
    - Servicios a Kuwana (rápido y rápido Mie)
- Ferrocarril rápido costero de Nagoya
  - Línea Aonami
    - Servicios a Kinjō-Futō

### Metro
- Metro Municipal de Nagoya
  - Línea Higashiyama
    - Servicios a Takabata y Fujigaoka

  - Línea Sakura-dōri
    - Servicios a Nakamura Kuyakusho y Tokushige

### Autobuses
- JR Tokai Bus
- Nippon Chuo Bus
- Osaka Bus

## Sitios de interés
- Puntos de encuentro
  - Reloj Dorado
  - Reloj Plateado
  - Muñeca Nana-chan
  - Monumento al perro guía
- Torre Mode Gakuen Spiral
- Sede de la Policía de la Prefectura de Aichi
- Centro comercial ÆONTOWN TAIKO
- Comisaría de Nakamura
- Hospital central de Nagoya
- Oficina central de correos de Nagoya
- Torre Nagoya Lucent
- Torre Nagoya Prime Central
- Sede de la Sumitomo Mitsui Banking Corporation
- Sede de la Corporación Kintetsu
- Midland Square o edificio Toyota-Mainichi

## Imágenes

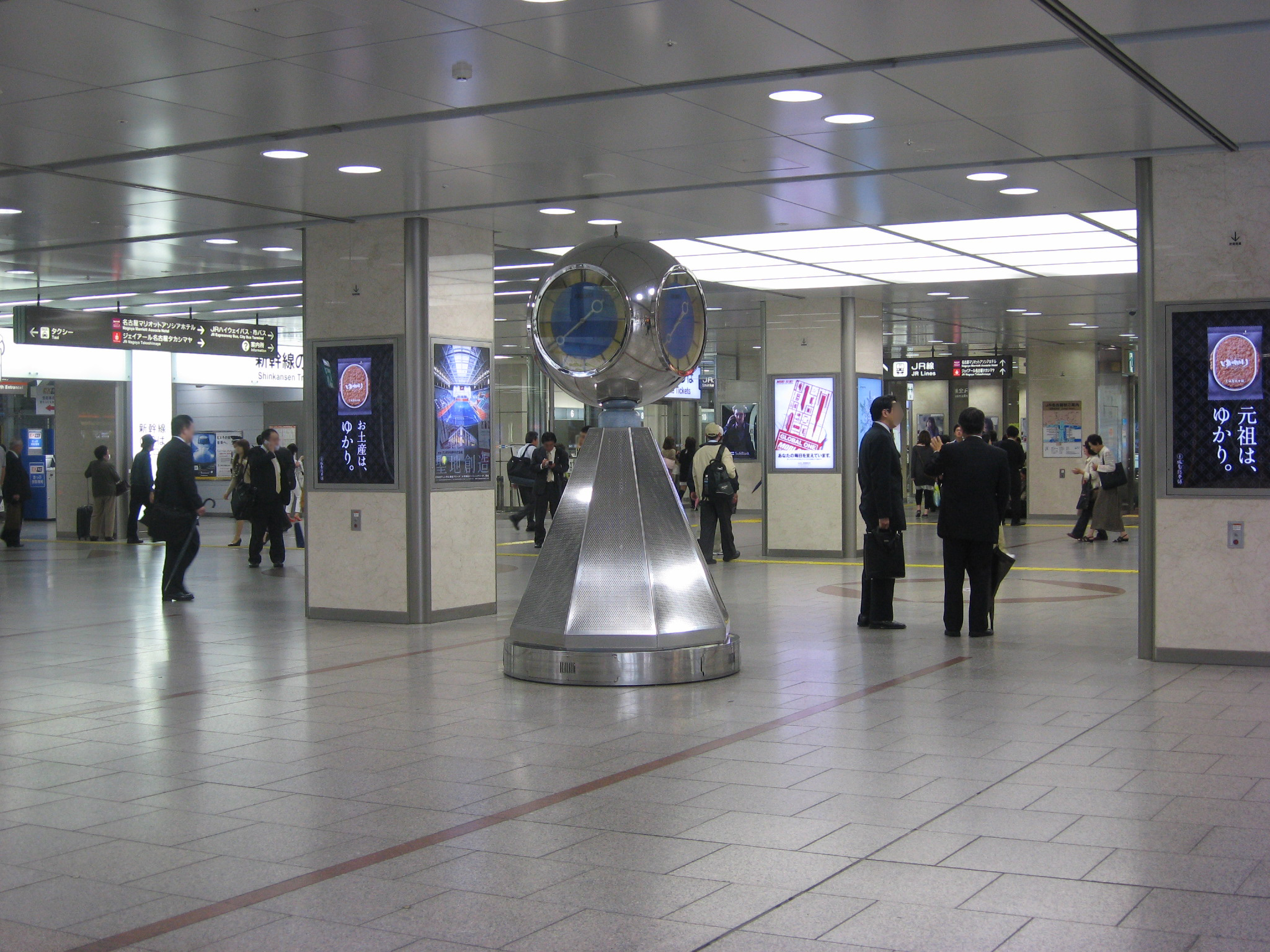
Reloj plateado de la estación.
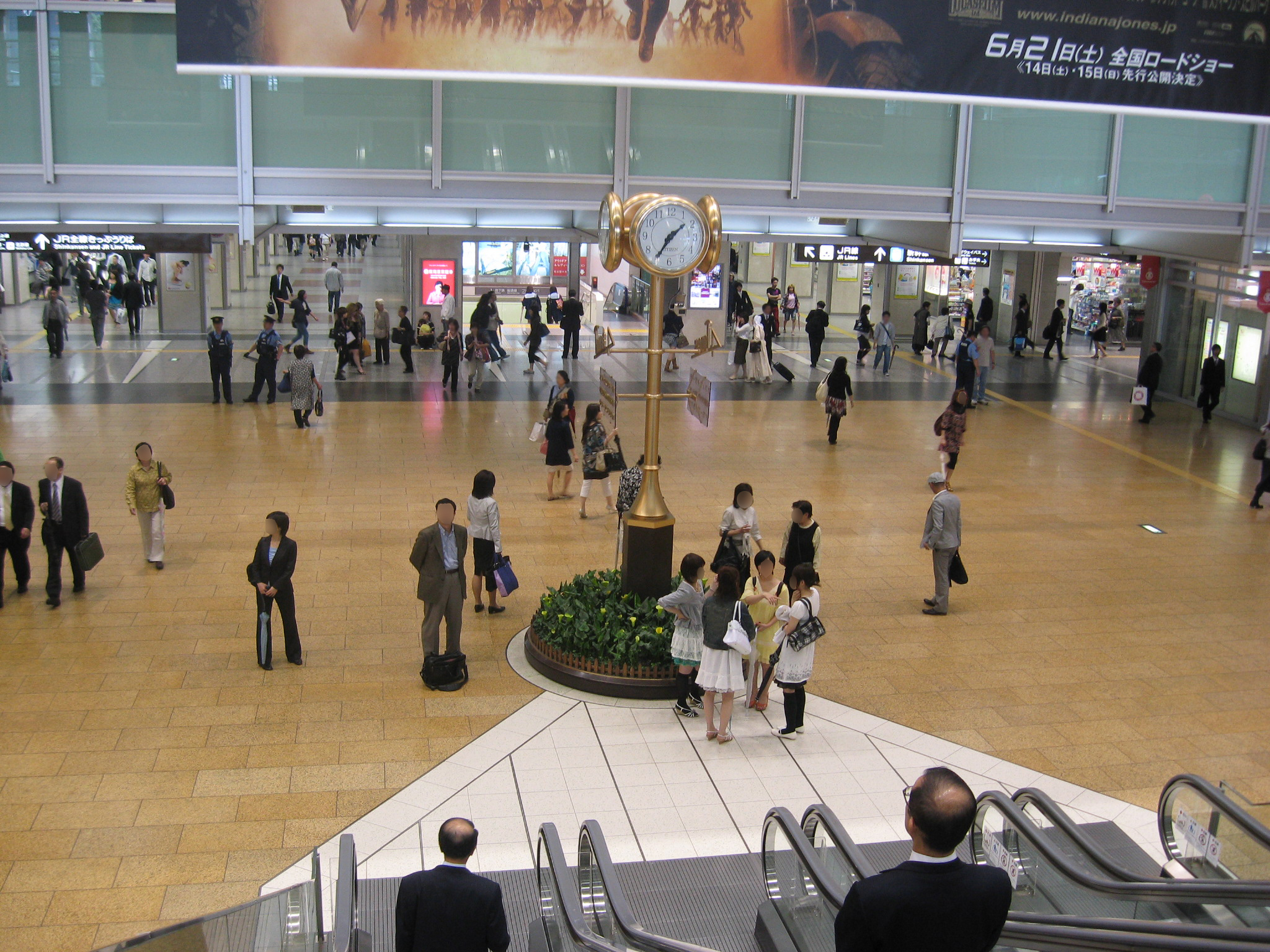
Reloj dorado de la estación.
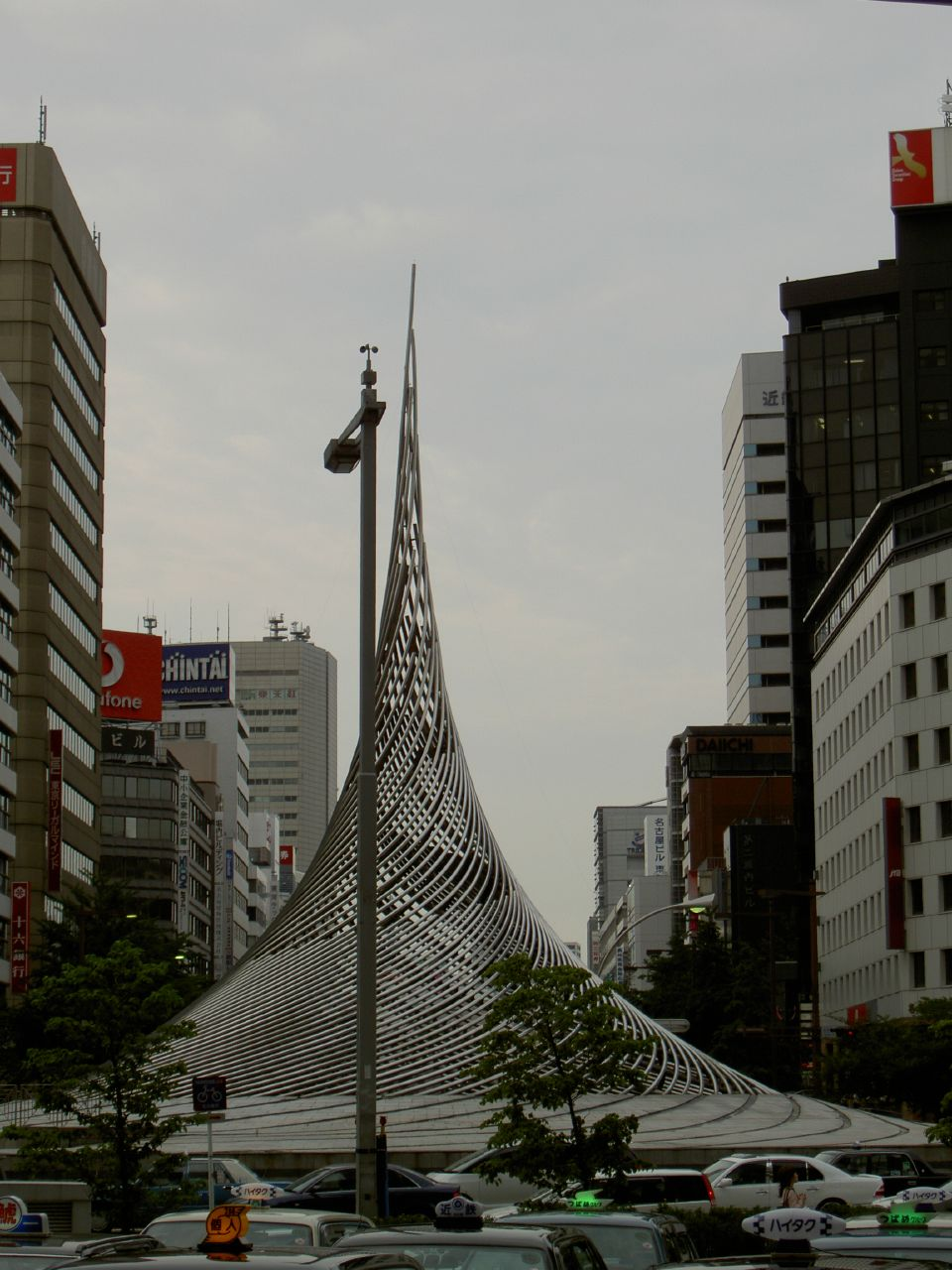
Escultura frente al acceso principal.
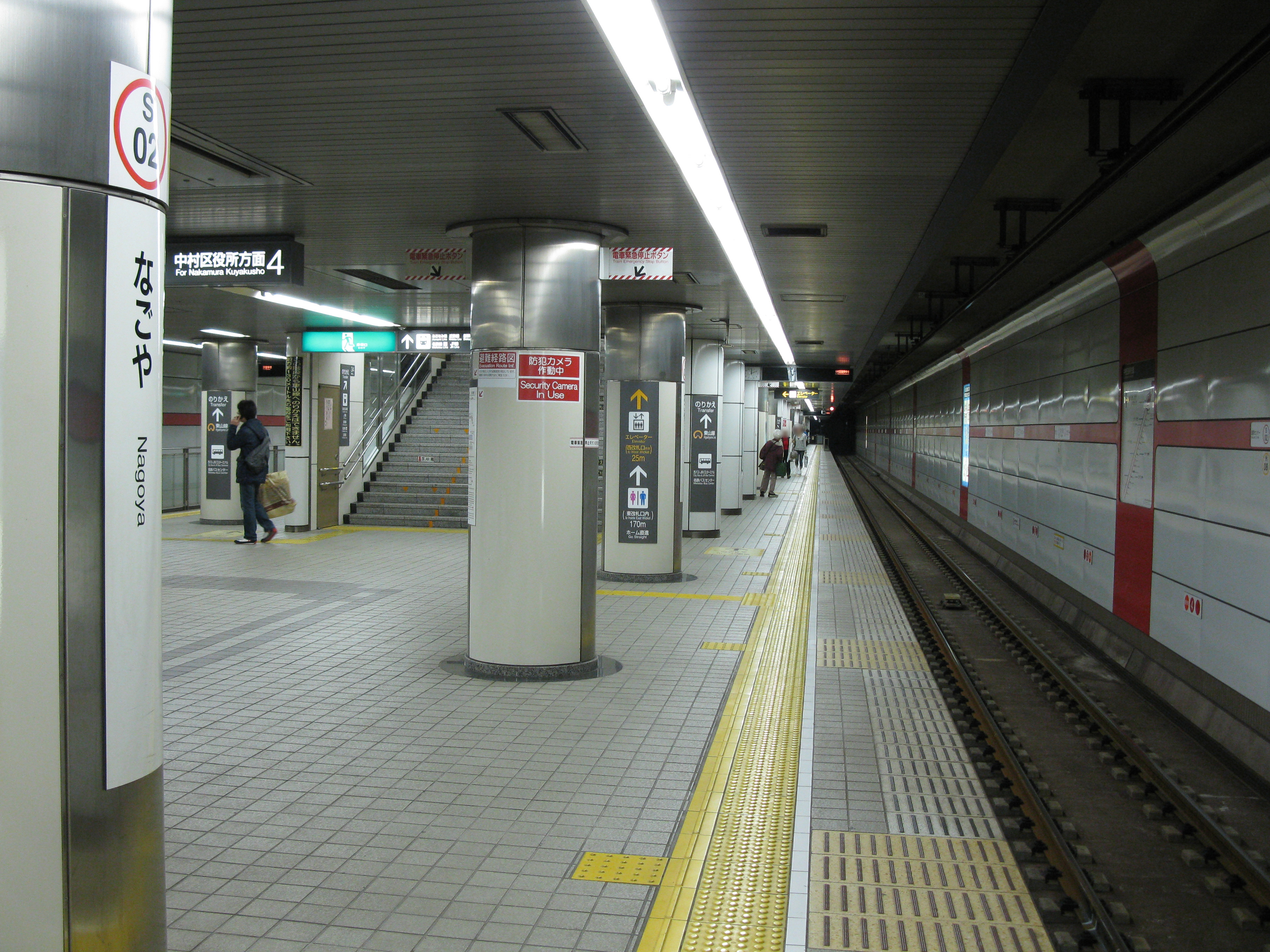
Plataforma de la línea Sakura-dōri.
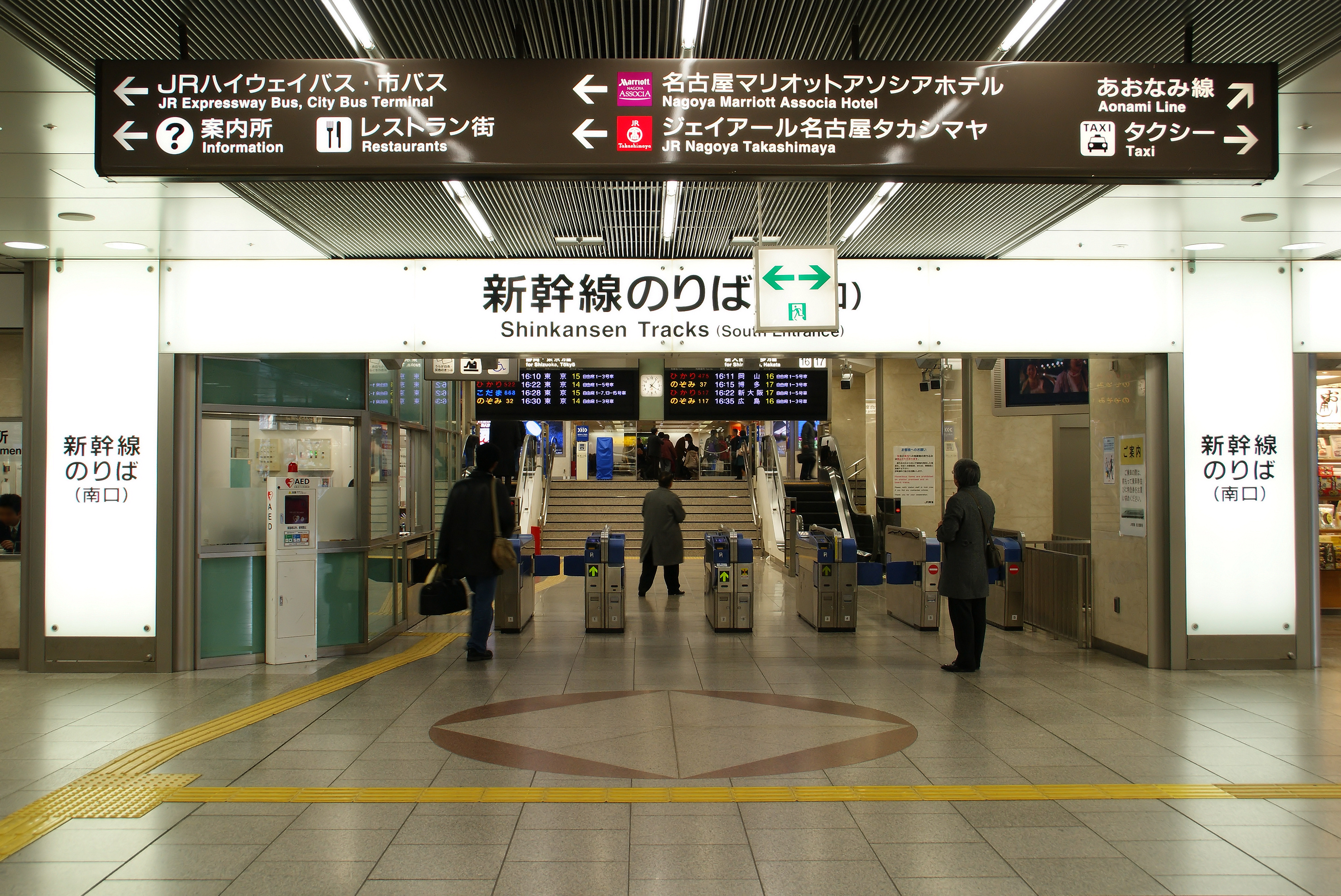
Acceso al Shinkansen.
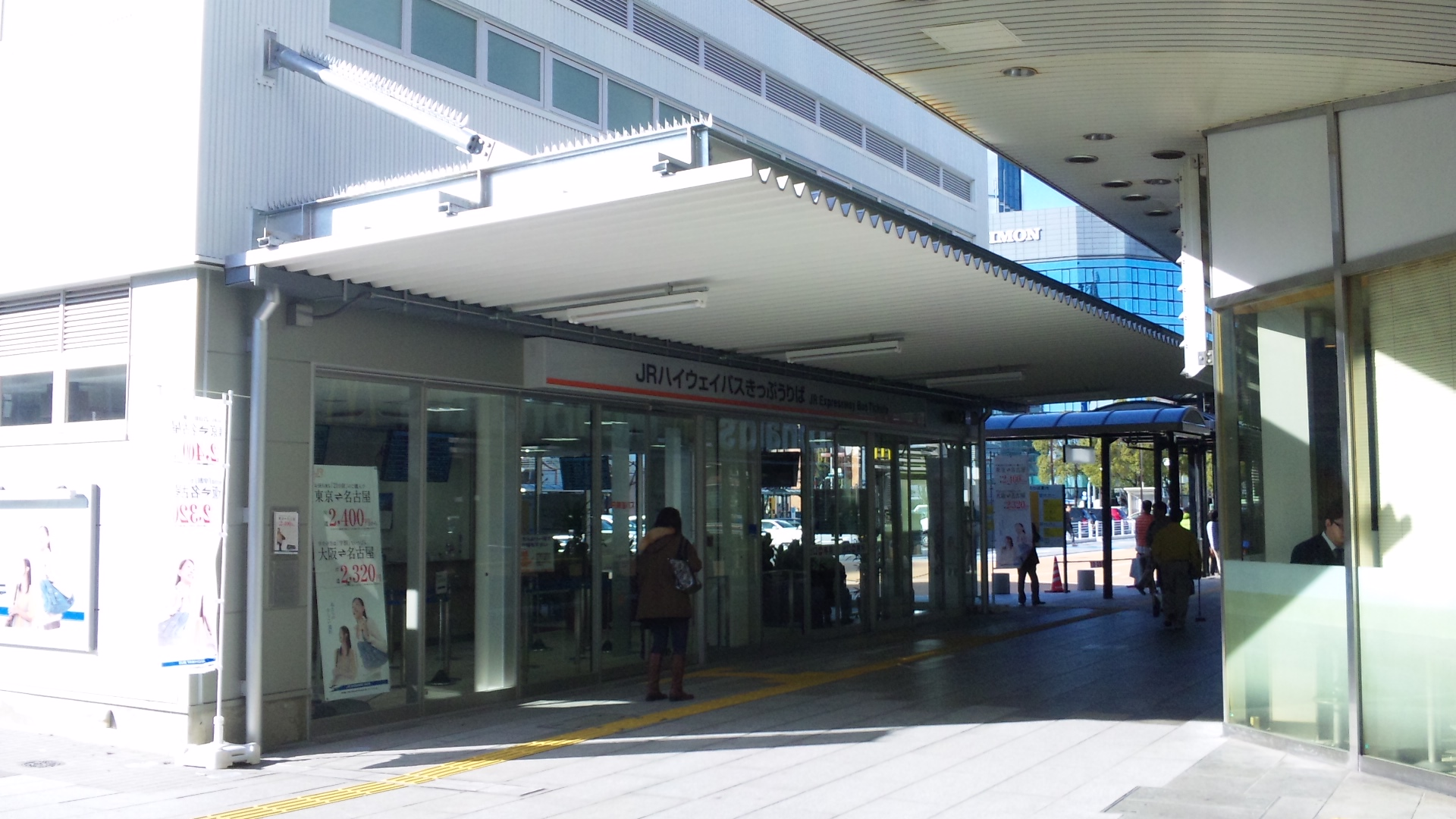
Estación de buses.
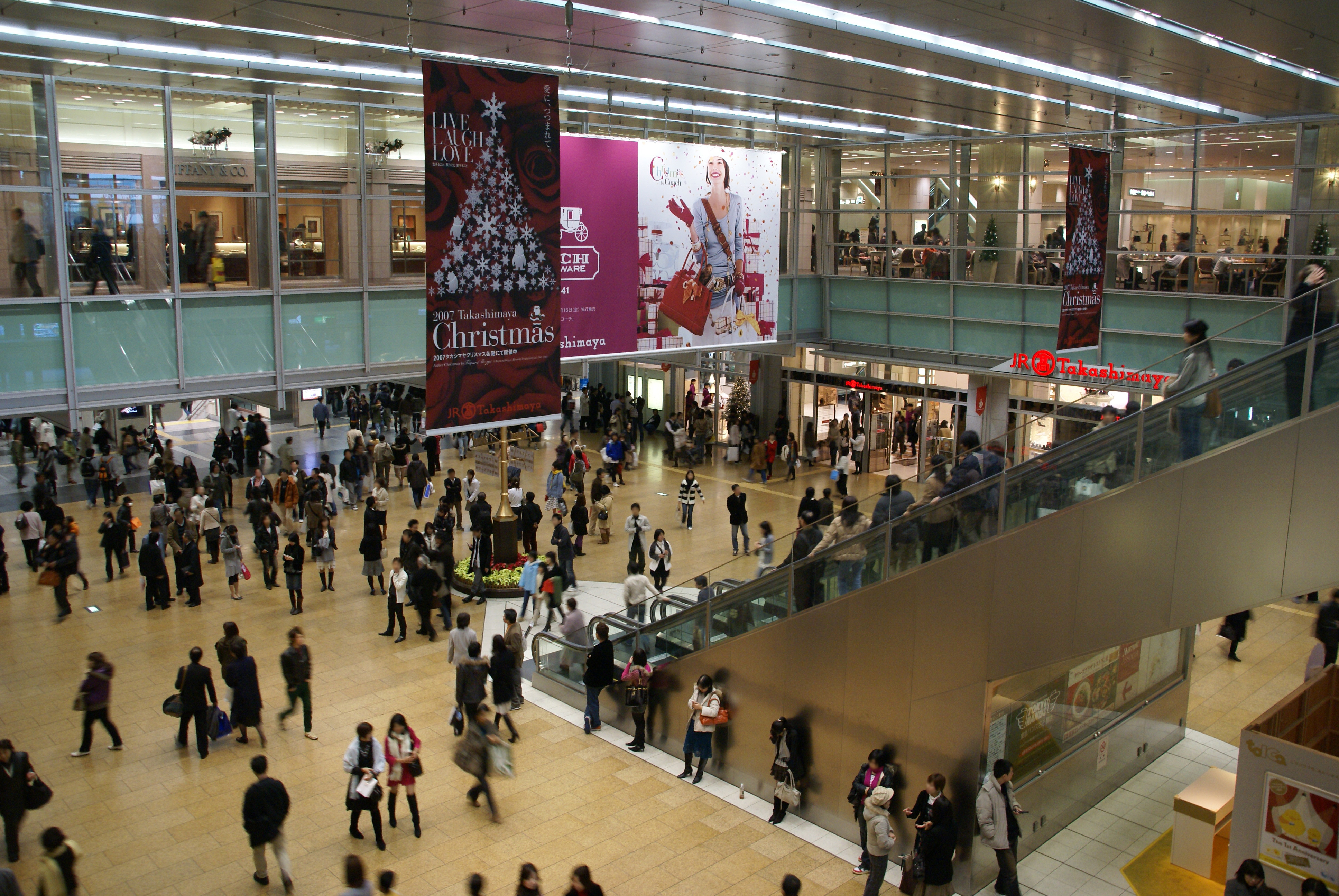
Sector del centro comercial dentro de la estación.
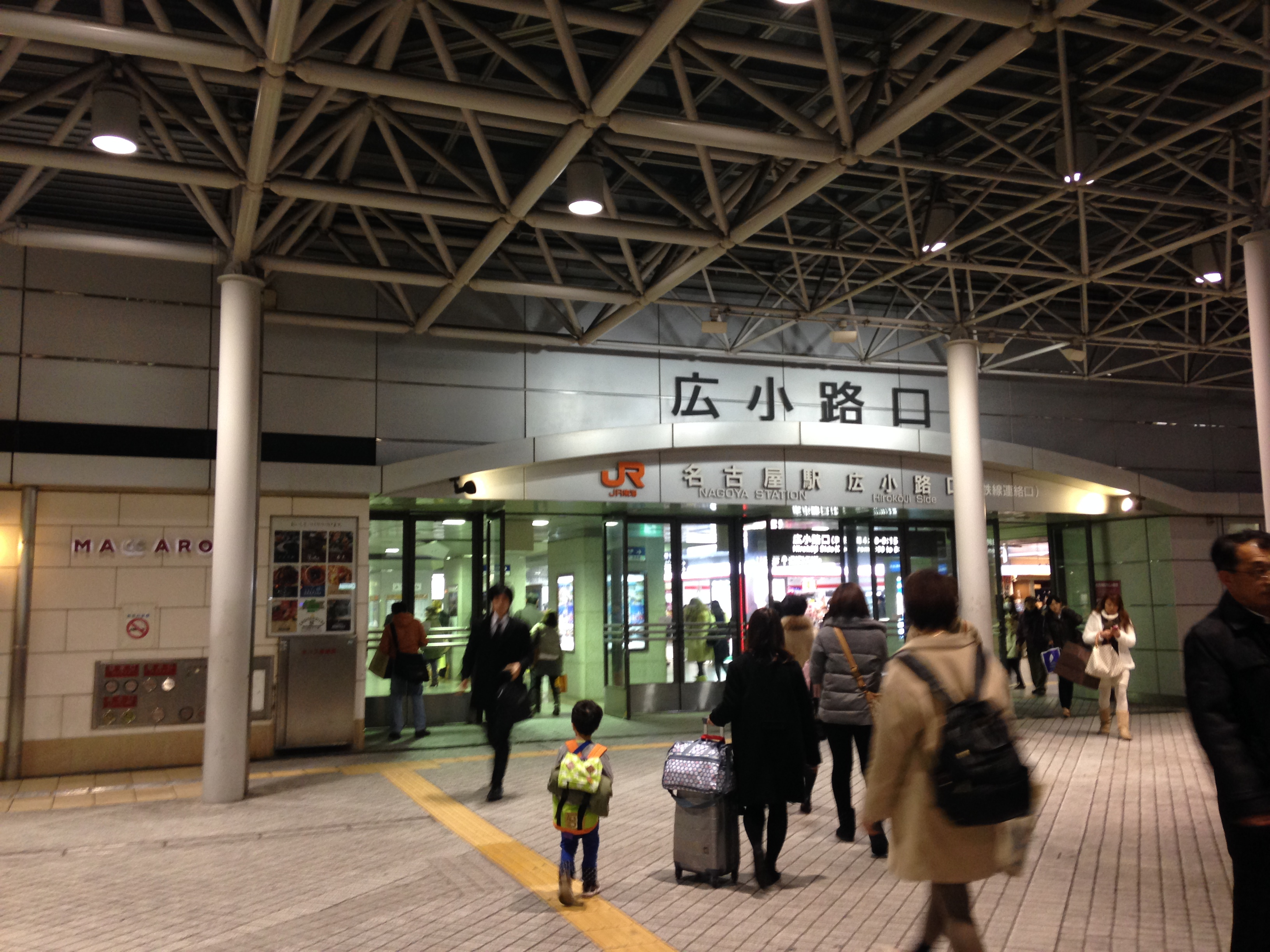
Uno de los accesos de noche.
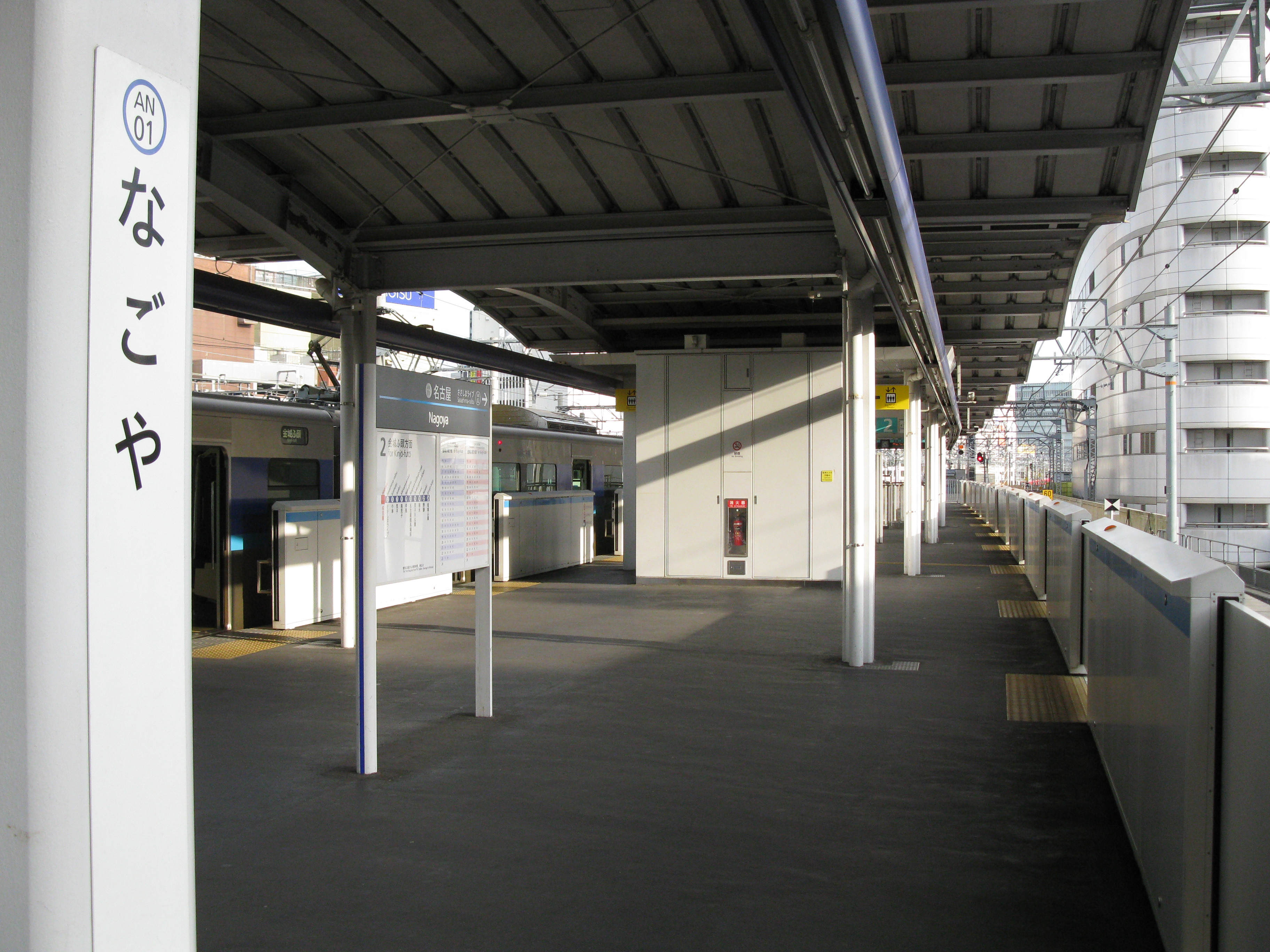
Plataforma de la línea Aonami.